# Japan Football League 1999
Estadísticas de la temporada 1999 de la Japan Football League.

## Desarrollo
Después de la disolución de la antigua Japan Football League para formar la J. League Division 2, la nueva Japan Football League se estableció a partir de esta temporada como la principal división nacional para clubes amateurs. Originalmente se planeó tener 8 equipos, incluidos siete ex clubes JFL y Yokogawa Electric, ascendido desde la Liga de Fútbol del Kantō, una de las nueve ligas regionales japonesas. Pero finalmente se convirtió en un torneo de nueve clubes al aceptar a Yokohama F.C., fundado por los seguidores del difunto Yokohama Flügels, como miembro asociado como una medida extralegal. Los nueve conjuntos disputaron 24 partidos cada uno, en formato de triple round-robin. Yokohama F.C. ganó el campeonato pero bajo las condiciones de su membresía asociada no era elegible para el ascenso y tuvo que permanecer en JFL durante el próximo año.

## Tabla de posiciones
| Pos. | Equipo                | Pts. | PJ | G  | GPR | E | P  | GF | GC | Dif. | Ascenso                               |
| ---- | --------------------- | ---- | -- | -- | --- | - | -- | -- | -- | ---- | ------------------------------------- |
| 1    | Yokohama F.C. (C)     | 55   | 24 | 16 | 2   | 3 | 3  | 57 | 32 | +25  |                                       |
| 2    | Honda                 | 50   | 24 | 13 | 5   | 1 | 5  | 69 | 34 | +35  |                                       |
| 3    | Mito HollyHock (P)    | 45   | 24 | 13 | 3   | 0 | 8  | 48 | 32 | +16  | Ascendido a J. League Division 2 2000 |
| 4    | Denso                 | 34   | 24 | 8  | 3   | 4 | 9  | 46 | 38 | +8   |                                       |
| 5    | Sony Sendai           | 26   | 24 | 7  | 2   | 1 | 14 | 29 | 42 | −13  |                                       |
| 6    | Otsuka Pharmaceutical | 25   | 24 | 7  | 1   | 2 | 14 | 35 | 47 | −12  |                                       |
| 7    | Jatco                 | 25   | 24 | 6  | 2   | 3 | 13 | 40 | 53 | −13  |                                       |
| 8    | Yokogawa Electric     | 20   | 24 | 6  | 1   | 0 | 17 | 26 | 43 | −17  |                                       |
| 9    | Kokushikan University | 16   | 24 | 4  | 2   | 0 | 18 | 36 | 65 | −29  |                                       |

 Fuente: 1999 JFL Final Standings
Criterios de clasificación: 1) puntos; 2) diferencia de goles; 3) número de goles marcados; 4) resultados entre los equipos en cuestión.